# Chiesa dei Santi Pietro e Paolo (Graffignana)
La chiesa dei Santi Pietro e Paolo è la parrocchiale di Graffignana, in provincia e diocesi di Lodi; fa parte del vicariato di Sant'Angelo Lodigiano.

## Storia
La prima citazione di un luogo di culto a Graffignana risale al 1261 ed è contenuta in un elenco di chiese sottoposte ad una tassa, dal quale si apprende che dipendeva dalla pieve di Sant'Angelo Lodigiano.
Nella Descriptio del 1619 si legge che la parrocchiale, in cui avevano sede le confraternite del Santissimo Sacramento della Dottrina Cristiana, del Rosario e del Nome di Dio, era officiata da un rettore ed era compresa nel vicariato di San Colombano al Lambro; inoltre, i fedeli ammontavano a 948.
Nel 1696 la chiesa dei Santi Pietro e Paolo risultava composta da una sola navata, sulla quale si affacciavano due cappelle laterali; vi erano anche il campanile e la canonica.
Il giuspatronato passò nel 1782 dai frati della certosa di Pavia, che lo detenevano fin dal 1386, all'autorità regia.
Nella prima metà del XIX secolo il luogo di culto si rivelò insufficiente a soddisfare le esigenze dei fedeli e, così, l'imperial regio commissario Cesare Ronchetti ne esortò il rifacimento; la chiesa venne dunque interessata da un ampliamento in occasione del quale si procedette all'aggiunta delle navate laterali.
Nel 1941 iniziarono dei lavori di prolungamento della chiesa per una lunghezza di 5 metri, portandola così a 75 metri totali; fu realizzata una nuova pavimentazione, e la facciata venne decorata con quattro mosaici ad opera dell'artista Filiberto Sbardella. Tre anni dopo, nel 1944, si provvide ad uniformare la dimensione delle due cappelle laterali.
La parrocchiale venne adeguata alle norme postconciliari nel 1975 mediante l'aggiunta dell'ambone e la rimozione delle balaustre del presbiterio, i materiali delle quali furono reimpiegati per realizzare l'altare rivolto verso l'assemblea; per via del cedimento di una trave, tra il 1977 e il 1978 si dovette rifare il tetto.

## Descrizione

### Facciata
La facciata a salienti della chiesa, rivestita in mattoni e rivolta a sudovest, è suddivisa verticalmente in tre corpi: la parte centrale, a vento, presenta il portale maggiore, una finestra a tutto sesto e il rosone, mentre le due ali laterali sono caratterizzate dagli ingressi secondari, sovrastati da lunette entro cui sono raffigurati i Santi Pietro e Paolo.
La facciata presenta quattro decorazioni musive sopra le porte laterali e nei due rosoni ciechi, realizzate dal pittore Filiberto Sbardella.

Mosaico della facciata della Chiesa di Graffignana, ad opera del maestro Filiberto Sbardella (1941).

Annesso alla parrocchiale è il campanile a base quadrata, la cui cella presenta su ogni lato una monofora a sesto acuto ed è coronata dalla guglia piramidale poggiante sul tamburo ottagonale.

### Interno
L'interno dell'edificio si compone di tre navate, separate da pilastri sorreggenti gli archi a sesto acuto e i costoloni che scandiscono le volte a crociera; al termine dell'aula si sviluppa il presbiterio, rialzato di due gradini, ospitante l'altare maggiore e chiuso dall'abside poligonale a tre lati.